# Lista das cidades mais populosas dos Estados Unidos por estado
Esta é uma lista das cinco cidades mais populosas dos Estados Unidos por estado, considerando o censo nacional de 2020.
As capitais estaduais estão em laranja e são incluídas na última coluna com a respectiva posição caso não esteja listada entre as cinco cidades mais populosas. Em 17 dos 50 estados americanos, a capital é a cidade mais populosa do estado. Há 15 capitais cuja população não pertence as 5 cidades mais populosas do estado.
Inclui-se também uma listagem relativa aos territórios habitados na condição de dependência, colônia ou Estado Livre Associado dos EUA.

## Estados
| Legenda          |
| ---------------- |
| Capital estadual |

| Estado             | Mais populosa  | 2ª mais populosa | 3ª mais populosa | 4ª mais populosa | 5ª mais populosa | Capital (se não listada anteriormente) |
| ------------------ | -------------- | ---------------- | ---------------- | ---------------- | ---------------- | -------------------------------------- |
| Alabama            | Huntsville     | Birmingham       | Montgomery       | Mobile           | Tuscaloosa       | —                                      |
| Alasca             | Anchorage      | Juneau           | Fairbanks        | Wasilla          | Sitka            | —                                      |
| Arizona            | Phoenix        | Tucson           | Mesa             | Chandler         | Gilbert          | —                                      |
| Arkansas           | Little Rock    | Fayetteville     | Fort Smith       | Springdale       | Jonesboro        | —                                      |
| Califórnia         | Los Angeles    | San Diego        | São José         | São Francisco    | Fresno           | Sacramento (6)                         |
| Carolina do Norte  | Charlotte      | Raleigh          | Greensboro       | Durham           | Winston-Salem    | —                                      |
| Carolina do Sul    | Charleston     | Colúmbia         | North Charleston | Mount Pleasant   | Rock Hill        | —                                      |
| Colorado           | Denver         | Colorado Springs | Aurora           | Fort Collins     | Lakewood         | —                                      |
| Connecticut        | Bridgeport     | Stamford         | New Haven        | Hartford         | Waterbury        | —                                      |
| Dakota do Norte    | Fargo          | Bismarck         | Grand Forks      | Minot            | West Fargo       | —                                      |
| Dakota do Sul      | Sioux Falls    | Rapid City       | Aberdeen         | Brookings        | Watertown        | Pierre (8)                             |
| Delaware           | Wilmington     | Dover            | Newark           | Middletown       | Smyrna           | —                                      |
| Flórida            | Jacksonville   | Miami            | Tampa            | Orlando          | São Petersburgo  | Tallahassee (8)                        |
| Geórgia            | Atlanta        | Columbus         | Augusta          | Macon            | Savannah         | —                                      |
| Havaí              | Honolulu       | East Honolulu    | Pearl City       | Hilo             | Kailua           | —                                      |
| Idaho              | Boise          | Meridian         | Nampa            | Idaho Falls      | Caldwell         | —                                      |
| Illinois           | Chicago        | Aurora           | Joliet           | Naperville       | Rockford         | Springfield (7)                        |
| Indiana            | Indianápolis   | Fort Wayne       | Evansville       | South Bend       | Carmel (Indiana) | —                                      |
| Iowa               | Des Moines     | Cedar Rapids     | Davenport        | Sioux City       | Iowa City        | —                                      |
| Kansas             | Wichita        | Overland Park    | Kansas City      | Olathe           | Topeka           | —                                      |
| Kentucky           | Louisville     | Lexington        | Bowling Green    | Owensboro        | Covington        | Frankfort (14)                         |
| Luisiana           | Nova Orleães   | Baton Rouge      | Shreveport       | Lafayette        | Lake Charles     | —                                      |
| Maine              | Portland       | Lewiston         | Bangor           | South Portland   | Auburn           | Augusta (10)                           |
| Maryland           | Baltimore      | Frederick        | Gaithersburg     | Rockville        | Bowie            | Annapolis (7)                          |
| Massachusetts      | Boston         | Worcester        | Springfield      | Cambridge        | Lowell           | —                                      |
| Michigan           | Detroit        | Grand Rapids     | Warren           | Sterling Heights | Ann Arbor        | Lansing (6)                            |
| Minnesota          | Minneapolis    | Saint Paul       | Rochester        | Bloomington      | Duluth           | —                                      |
| Mississippi        | Jackson        | Gulfport         | Southaven        | Biloxi           | Hattiesburg      | —                                      |
| Missouri           | Kansas City    | St. Louis        | Springfield      | Columbia         | Independence     | Jefferson City (16)                    |
| Montana            | Billings       | Missoula         | Great Falls      | Bozeman          | Butte            | Helena (6)                             |
| Nebraska           | Omaha          | Lincoln          | Bellevue         | Grand Island     | Kearney          | —                                      |
| Nevada             | Las Vegas      | Henderson        | Reno             | North Las Vegas  | Sparks           | Carson City (6)                        |
| Nova Hampshire     | Manchester     | Nashua           | Concord          | Dover            | Rochester        | —                                      |
| Nova Iorque        | Nova Iorque    | Buffalo          | Yonkers          | Rochester        | Syracuse         | Albany (6)                             |
| Nova Jérsei        | Newark         | Jersey City      | Paterson         | Elizabeth        | Trenton          | —                                      |
| Novo México        | Albuquerque    | Las Cruces       | Rio Rancho       | Santa Fé         | Roswell          | —                                      |
| Ohio               | Columbus       | Cleveland        | Cincinnati       | Toledo           | Akron            | —                                      |
| Oklahoma           | Oklahoma City  | Tulsa            | Norman           | Broken Arrow     | Edmond           | —                                      |
| Oregon             | Portland       | Eugene           | Salem            | Gresham          | Hillsboro        | —                                      |
| Pensilvânia        | Filadélfia     | Pittsburgh       | Allentown        | Reading          | Erie             | Harrisburg (9)                         |
| Rhode Island       | Providence     | Cranston         | Warwick          | Pawtucket        | East Providence  | —                                      |
| Tennessee          | Nashville      | Memphis          | Knoxville        | Chattanooga      | Clarksville      | —                                      |
| Texas              | Houston        | San Antonio      | Dallas           | Austin           | Fort Worth       | —                                      |
| Utah               | Salt Lake City | West Valley City | West Jordan      | Provo            | Orem             | —                                      |
| Vermont            | Burlington     | South Burlington | Rutland          | Essex Junction   | Barre            | Montpelier (6)                         |
| Virgínia           | Virginia Beach | Chesapeake       | Norfolk          | Richmond         | Newport News     | —                                      |
| Virgínia Ocidental | Charleston     | Huntington       | Morgantown       | Parkersburg      | Wheeling         | —                                      |
| Washington         | Seattle        | Spokane          | Tacoma           | Vancouver        | Bellevue         | Olympia (23)                           |
| Wisconsin          | Milwaukee      | Madison          | Green Bay        | Kenosha          | Racine           | —                                      |
| Wyoming            | Cheyenne       | Casper           | Gillette         | Laramie          | Rock Springs     | —                                      |

## Colónias, dependências e Estados Livres Associados
| Território                   | Cidade mais populosa | Situação               |
| Guam                         | Dededo               | Colónia                |
| Ilhas Marianas Setentrionais | Saipã                | Estado Livre Associado |
| Porto Rico                   | San Juan             | Estado Livre Associado |
| Ilhas Virgens Americanas     | Charlotte Amalie     | Dependência            |
| Samoa Americana              | Tafuna               | Dependência            |